# ダイマクション・ハウス

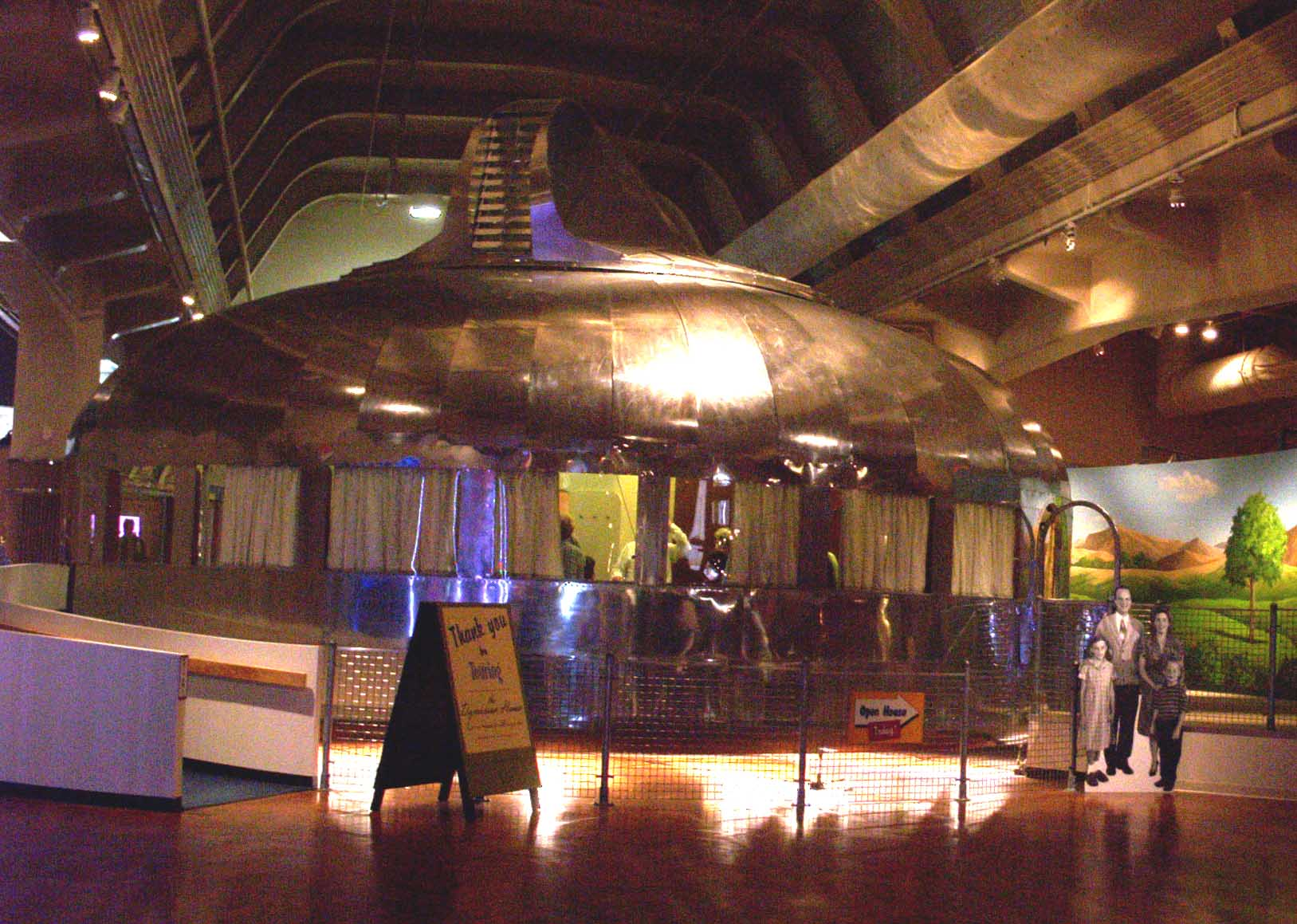
ヘンリー・フォード博物館に設置されたダイマクション・ハウス

ダイマクション・ハウス (Dymaxion house)はバックミンスター・フラーによる未来の人類のための、理想的な住居。

## 概要
円形で、アルミ製の大量生産型のモバイル・ハウスを使用するのが特徴である。1928年に考案された。
フラーは人類全員が、快適な居住空間を持つべきとの思想から「ダイマクション・ハウス」を考案した。
ただし、彼の思想は3Dプリンターで出力される「家」には確実に影響を与えており、災害時の簡易住宅は3Dプリンタで出力された空間に、トイレ、シャワー、洗面、キッチン、などの必要最小限の設備を備えたものになるであろうといわれており、実際に出力された例がある。